# Pseuderia ledermannii
Pseuderia ledermannii är en orkidéart som beskrevs av Rudolf Schlechter. Pseuderia ledermannii ingår i släktet Pseuderia och familjen orkidéer. Inga underarter finns listade i Catalogue of Life.